# Saint-Poix
Saint-Poix ist eine französische Gemeinde mit 391 Einwohnern (Stand: 1. Januar 2022) im Département Mayenne in der Region Pays de la Loire; sie gehört zum Arrondissement Château-Gontier und zum Kanton Cossé-le-Vivien. 

## Geographie
Saint-Poix liegt etwa 22 Kilometer südwestlich von Laval. Umgeben wird Saint-Poix von den Nachbargemeinden Méral im Norden, Osten und Süden, Laubrières im Süden und Südwesten sowie Cuillé im Westen.

## Bevölkerungsentwicklung
| Jahr                       | 1962 | 1968 | 1975 | 1982 | 1990 | 1999 | 2006 | 2019 |
| -------------------------- | ---- | ---- | ---- | ---- | ---- | ---- | ---- | ---- |
| Einwohner                  | 480  | 481  | 488  | 466  | 424  | 384  | 392  | 407  |
| Quellen: Cassini und INSEE |      |      |      |      |      |      |      |      |

## Sehenswürdigkeiten
- Kirche Saint-Paterne aus dem 12. Jahrhundert
- Schloss Bel-Air aus dem 18./19. Jahrhundert

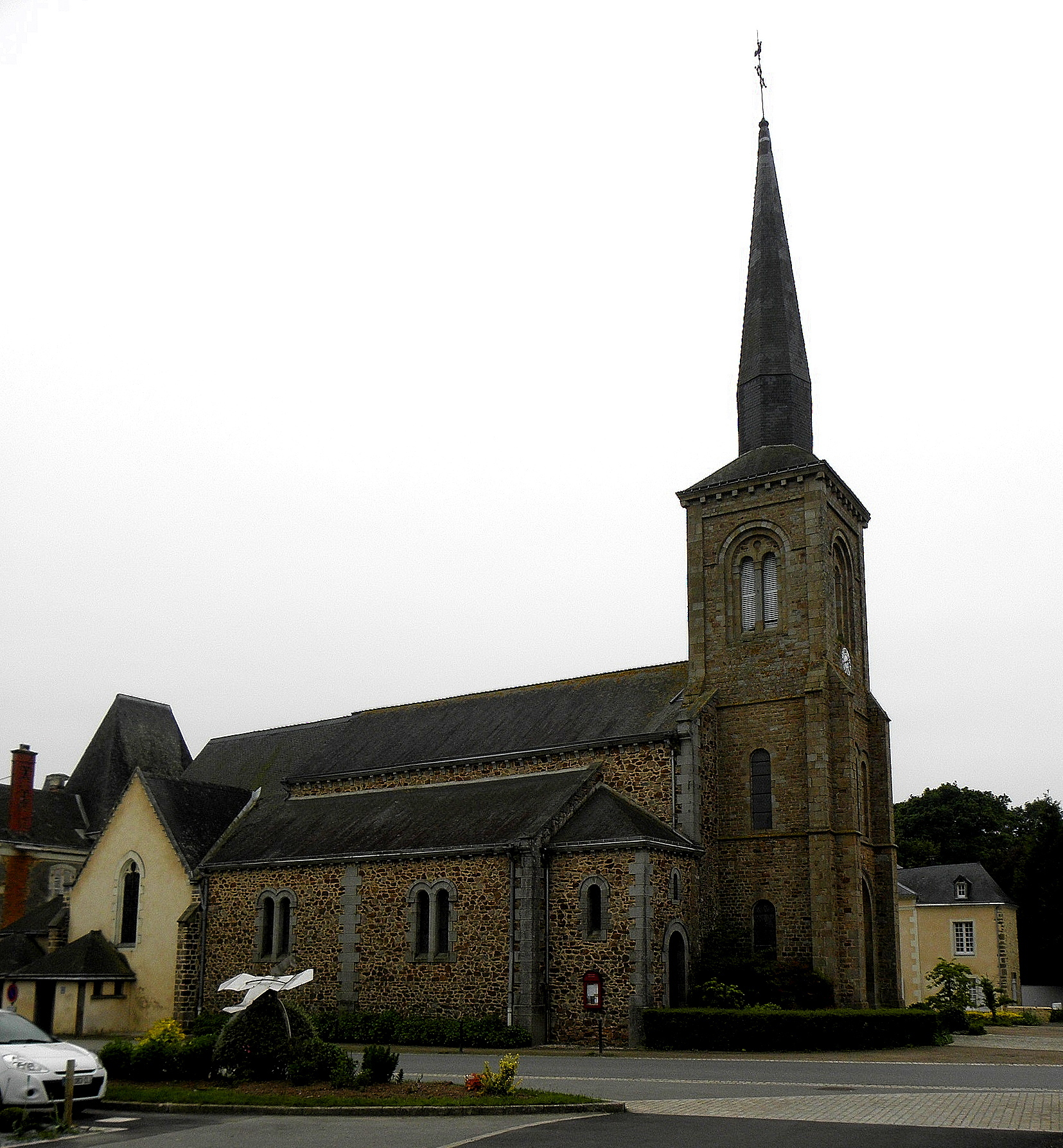
Kirche Saint-Paterne